# Paolo Lorenzi
Paolo Lorenzi (* 25. Dezember 1981 in Rom) ist ein italienischer Tennisspieler.

## Karriere
Zwischen 2000 und 2002 spielte Lorenzi ausschließlich Future-Turniere. Nachdem er in Valpovo 2003 sein erstes Turnier gewonnen hatte, suchte er sein Glück bei Challenger-Turnieren. Erste Erfolge stellten sich erst Ende 2005 ein und 2006 konnte er in Tarragona sein erstes Turnier dieser Kategorie gewinnen. Damit erreichte er erstmals die Top 200 und er beendete das Jahr auf Platz 165.
2007 verlief weniger erfolgreich, meistens war auf den Challenger-Turnieren in der zweiten Runde Schluss. Einen Achtungserfolg erlangte er beim ATP-Turnier in Barcelona, als er nach überstandener Qualifikation in Runde eins seinen Landsmann Stefano Galvani besiegte. Im Jahr darauf spielte Lorenzi zunächst wieder einige Future-Turniere, nach einem Sieg in Trient kehrte er zur Challenger-Serie zurück und gewann bis zum Jahresende noch das Turnier in Alessandria. In den folgenden vier Jahren gewann er acht weitere Turniere auf der Challenger Tour.
Am 10. Februar 2013 gewann er zusammen mit Potito Starace in Viña del Mar seinen ersten Titel auf der ATP World Tour. Im Jahr 2014 erreichte er das Einzelfinale in São Paulo, sein erstes auf der ATP World Tour. Er unterlag in drei Sätzen Federico Delbonis. Sein zweiter Finaleinzug gelang ihm bei den Generali Open 2016 in Kitzbühel. Mit dem Sieg gegen Nikolos Bassilaschwili wurde er gleichzeitig mit zu dem Zeitpunkt 34 Jahren der bis dato älteste Spieler, der seinen ersten Titel auf der World Tour gewann.

## Erfolge
| Legende (Anzahl der Siege)  |
| Grand Slam                  |
| ATP World Tour Finals       |
| ATP World Tour Masters 1000 |
| ATP World Tour 500          |
| ATP World Tour 250 (2)      |
| ATP Challenger Tour (28)    |

| ATP-Titel nach Belag |
| Hartplatz (0)        |
| Sand (2)             |
| Rasen (0)            |

### Einzel

#### Turniersiege

##### ATP World Tour
| Nr. | Datum         | Turnier   | Belag | Finalgegner            | Ergebnis |
| --- | ------------- | --------- | ----- | ---------------------- | -------- |
| 1.  | 23. Juli 2016 | Kitzbühel | Sand  | Nikolos Bassilaschwili | 6:3, 6:4 |

##### ATP Challenger Tour
| Nr. | Datum              | Turnier            | Belag     | Finalgegner            | Ergebnis         |
| --- | ------------------ | ------------------ | --------- | ---------------------- | ---------------- |
| 1.  | 24. September 2006 | Tarragona          | Sand      | Younes El Aynaoui      | 6:4, 7:64        |
| 2.  | 1. Juni 2008       | Alessandria        | Sand      | Simone Vagnozzi        | 4:6, 7:65, 7:64  |
| 3.  | 28. Juni 2009      | Reggio nell’Emilia | Sand      | Jean-René Lisnard      | 7:5, 1:6, 6:2    |
| 4.  | 5. Juli 2009       | Rijeka             | Sand      | Blaž Kavčič            | 6:3, 7:62        |
| 5.  | 26. September 2009 | Ljubljana (1)      | Sand      | Grega Žemlja           | 1:6, 7:64, 6:2   |
| 6.  | 18. Juli 2010      | Rimini             | Sand      | Federico Delbonis      | 6:2, 6:0         |
| 7.  | 10. April 2011     | Pereira (1)        | Sand      | Rogério Dutra da Silva | 7:5, 6:2         |
| 8.  | 25. September 2011 | Ljubljana (2)      | Sand      | Grega Žemlja           | 6:2, 6:4         |
| 9.  | 12. August 2012    | Cordenons (1)      | Sand      | Daniel Gimeno Traver   | 7:65, 6:3        |
| 10. | 4. November 2012   | Medellín (1)       | Sand      | Leonardo Mayer         | 7:65, 6:74, 6:4  |
| 11. | 19. April 2014     | San Luis Potosí    | Sand      | Adrián Menéndez        | 6:1, 6:3         |
| 12. | 4. Oktober 2014    | Cali               | Sand      | Víctor Estrella        | 4:6, 6:3, 6:3    |
| 13. | 24. Mai 2015       | Eskişehir          | Hartplatz | Íñigo Cervantes        | 7:64, 7:65       |
| 14. | 9. August 2015     | Cortina d’Ampezzo  | Sand      | Máximo González        | 6:3, 7:5         |
| 15. | 4. Oktober 2015    | Pereira (2)        | Sand      | Alejandro González     | 4:6, 6:3, 6:4    |
| 16. | 10. Oktober 2015   | Medellín (2)       | Sand      | Gonzalo Lama           | 7:63, 2:0 aufgg. |
| 17. | 16. Januar 2016    | Canberra           | Hartplatz | Ivan Dodig             | 6:2, 6:4         |
| 18. | 12. Juni 2016      | Caltanissetta (1)  | Sand      | Matteo Donati          | 6:3, 4:6, 7:67   |
| 19. | 18. Juni 2017      | Caltanissetta (2)  | Sand      | Alessandro Giannessi   | 6:4, 6:2         |
| 20. | 5. August 2018     | Sopot              | Sand      | Daniel Gimeno Traver   | 7:62, 6:75, 6:3  |
| 21. | 19. August 2018    | Cordenons (2)      | Sand      | Máté Valkusz           | 6:3, 3:6, 6:4    |

#### Finalteilnahmen
| Nr. | Datum            | Turnier   | Belag    | Finalgegner       | Ergebnis        |
| --- | ---------------- | --------- | -------- | ----------------- | --------------- |
| 1.  | 2. März 2014     | São Paulo | Sand (i) | Federico Delbonis | 6:4, 3:6, 4:6   |
| 2.  | 12. Februar 2017 | Quito     | Sand     | Víctor Estrella   | 7:62, 5:7, 6:76 |
| 3.  | 23. Juli 2017    | Umag      | Sand     | Andrei Rubljow    | 4:6, 2:6        |

### Doppel

#### Turniersiege

##### ATP World Tour
| Nr. | Datum            | Turnier      | Belag | Partner        | Finalgegner              | Ergebnis |
| --- | ---------------- | ------------ | ----- | -------------- | ------------------------ | -------- |
| 1.  | 10. Februar 2013 | Viña del Mar | Sand  | Potito Starace | Juan Mónaco Rafael Nadal | 6:2, 6:4 |

##### ATP Challenger Tour
| Nr. | Datum            | Turnier           | Belag | Partner               | Finalgegner                         | Ergebnis          |
| --- | ---------------- | ----------------- | ----- | --------------------- | ----------------------------------- | ----------------- |
| 1.  | 12. Juli 2008    | San Benedetto     | Sand  | Júlio Silva           | Cătălin-Ionuț Gârd Max Raditschnigg | 6:3, 7:5          |
| 2.  | 2. August 2009   | Orbetello         | Sand  | Giancarlo Petrazzuolo | Alessio di Mauro Manuel Jorquera    | 7:65, 3:6, [10:6] |
| 3.  | 17. Oktober 2010 | Asunción          | Sand  | Fabio Fognini         | Carlos Berlocq Brian Dabul          | 6:3, 6:4          |
| 4.  | 3. April 2011    | Barranquilla      | Sand  | Flavio Cipolla        | Alejandro Falla Eduardo Struvay     | 6:3, 6:4          |
| 5.  | 5. Juni 2011     | Rijeka            | Sand  | Júlio Silva           | Dino Marcan Lovro Zovko             | 6:3, 6:2          |
| 6.  | 8. August 2015   | Cortina d’Ampezzo | Sand  | Matteo Viola          | Lee Hsin-han Alessandro Motti       | 6:75, 6:4, [10:3] |
| 7.  | 21. April 2019   | Sarasota          | Sand  | Martín Cuevas         | Luke Bambridge Jonny O’Mara         | 7:65, 7:66        |

#### Finalteilnahmen
| Nr. | Datum            | Turnier      | Belag    | Partner           | Finalgegner                       | Ergebnis |
| --- | ---------------- | ------------ | -------- | ----------------- | --------------------------------- | -------- |
| 1.  | 15. Februar 2015 | São Paulo    | Sand (i) | Diego Schwartzman | Juan Sebastián Cabal Robert Farah | 4:6, 2:6 |
| 2.  | 14. Februar 2016 | Buenos Aires | Sand     | Íñigo Cervantes   | Juan Sebastián Cabal Robert Farah | 3:6, 0:6 |